# Sidiki N'fa Konaté
Sidiki N'fa Konaté, né le 2 janvier 1956 à Tousséguéla dans le cercle de Kolondiéba, est une personnalité politique malienne.

## Études
Sidiki N'fa Konaté est diplômé de l'université de Nice. Il est titulaire d'une licence en lettres (1977), d'une maîtrise en littérature comparée, d'un DEA en communication (1980) et d'un doctorat de 3e cycle en sciences et techniques de la communication (1983).

## Carrière professionnelle
Chargé de cours (à l'université de Nice et à l'université du Mali) et journaliste, Sidiki N'fa Konaté a fait l'essentiel de sa carrière professionnelle à l'ORTM Télévision nationale où il a successivement été : 
- présentateur du journal télévisé
- animateur de débats
- chef du service reportage
- directeur général adjoint (1993-1997)
- directeur général (1997-2011)

Avant d'intégrer le gouvernement de Cissé Mariam Kaïdama Sidibé de 2011 à 2012 en tant que ministre de la Communication et porte-parole du gouvernement, il a été conseiller technique au ministère de la Communication (1991-1993).
Sidiki N'fa Konaté fut également président du Réseau de l’audiovisuel public d’Afrique francophone (RAPAF). 

## Distinctions
- Officier de l'ordre national du Mali (2009)